# Реюньон (остров)
Реюньо́н (фр. Réunion) — остров в Индийском океане, расположенный в 700 км к востоку от Мадагаскара. С 1946 года входит в состав одноимённого заморского департамента Франции. Площадь 2512 км². Население 835 103 человек (2013, оценка), около 40 % — реюньонцы. Климат тропический пассатный. Остров покрыт саваннами и тропическими лесами. Крупнейший город и административный центр департамента — Сен-Дени. Главный морской порт — Ле-Пор.

## Этимология
Остров обнаружен португальскими мореплавателями в день святой Аполлонии 9 февраля 1507 года и назван Санта-Аполлониа в честь дня открытия. В 1642 году не принадлежавший ни одной из держав остров объявлен владением Франции, а в 1649 году был первый раз переименован. Новое название Бурбон остров получил в честь правившей во Франции королевской династии. После низложения монархии и провозглашения республики остров Бурбон по декрету революционной власти от 19 марта 1793 года стал именоваться Реюньоном (франц. «соединение, объединение») в память об «объединении патриотов» — восставших марсельцев с национальной гвардией 10 августа 1792 года. С приходом к власти Наполеона Бонапарта острову в 1806 году дали новое, четвёртое по счёту название — Бонапарт. После восстановления во Франции монархии остров Бонапарт вновь стал именоваться островом Бурбон, а в 1848 году, после провозглашения республики, острову было возвращено прежнее «революционное» название Реюньон. Зачастую название острова переводят на русский язык буквально — остров Воссоединения (фр. Réunion). В Энциклопедическом словаре Брокгауза и Ефрона (том XXXa, 1900) статья об острове называлась «Соединения остров».

## Географическое положение
Остров Реюньон входит в группу Маскаренских островов, расположенных в западной части Индийского океана. К Маскаренским островам относятся также остров Маврикий и остров Родригес, принадлежащие Республике Маврикий.
Длина острова в направлении с северо-запада на юго-восток составляет 75 км, в самой широкой части в поперечнике — 55 км, длина береговой линии — 207 км. Наивысшая точка — потухший вулкан Питон-де-Неж (3069 м). На острове продолжается интенсивная вулканическая деятельность.

## Геологическое строение
Остров Реюньон вулканического происхождения и фактически является надводной частью древнего стратовулкана, имеющего форму конуса с основанием 200 км и общей высотой над дном океана около 7000 м. На основе имеющихся данных выделяют не менее четырёх периодов вулканической активности, приведших к формированию современной геологической структуры острова. Рельеф Реюньона стал результатом деятельности двух вулканических систем: на западе — так называемой системы Питон-де-Неж и на востоке — системы Питон-де-ла-Фурнез.
Самые древние вулканические отложения обнаружены в центральной части острова. Предположительно, остров образовался 2 миллиона лет назад в результате деятельности двух вулканов системы Питон-де-Неж. Более заметны последствия деятельности третьего вулкана во время второго периода вулканической активности. Сейчас он возвышается на уровне 3500—4000 м между руинами двух первых. Лава, извергавшаяся из кратеров двух древнейших вулканов, была перекрыта лавой этого третьего вулкана. Вследствие активной эрозии вулканических пород образовались огромные котлованы или цирки, получившие названия Силаос, Мафате и Салази, которые существуют и поныне. Чуть позже появился ещё один кратер — в долине реки Марсуэн. Цирки были частично заполнены лавой четвёртого вулкана системы Питон-де-Неж во время следующего, третьего периода вулканической активности. Но постепенно в цирках Силаос, Мафате и Салази застывшая лава была размыта реками. Дно же четвёртого цирка осталось заполненным нетронутым слоем лавы, поскольку пересекающая его река Марсуэн на значительном участке протекает под землёй. Вулканические процессы в системе Питон-де-Неж прекратились 20 тыс. лет назад.

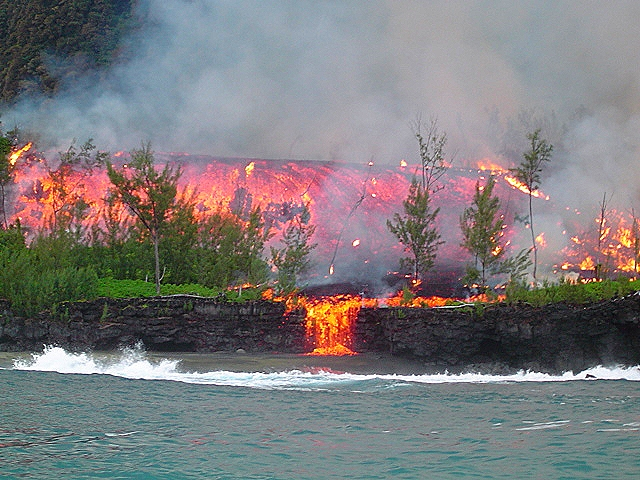
Извержение вулкана Питон-де-ла-Фурнез в феврале 2005 года

Юго-восточная часть острова входит в зону действия второй вулканической системы, где находится «живой» вулкан Фурнез (2631 м). Он расположен между тремя концентрическими впадинами, которые образовались на месте потухших и постепенно разрушившихся древних вулканов. Фурнез является одним из самых активных вулканов на планете, а сама вулканическая система Питон-де-ла-Фурнез остаётся активной на протяжении последних 500 тысяч лет.
Вулканическое происхождение острова предопределило и его геологическую структуру, основу которой образуют базальты, покрытые более поздними отложениями вулканической деятельности.

## Рельеф
Деятельность вулканов наложила свой отпечаток на гористый рельеф острова. Прерывистые горные хребты тянутся вдоль острова с северо-запада на юго-восток. В центральной части выделяется обширная область с рядом возвышенностей от 2000 до 3000 м. Здесь же находится и самая значительная горная вершина — Питон-де-Неж (3069 м). Цирки обрамлены земляными валами высотой 800—1200 м с большой крутизной (уклон 70—75°). Под воздействием частых тропических ливней и ручьёв их дно оказалось сильно изрезанным.
К северо-западу от центральной области простирается сравнительно невысокий горный массив Ла-Монтань. В юго-восточной гряде крупнейшая вершина — действующий щитовой вулкан Фурнез (2613 м). Его извержения происходят с периодичностью один раз в 16 месяцев. Степень их интенсивности неодинакова: в большинстве случаев потоки растекаются на сравнительно небольшое расстояние в пределах кальдеры, но иногда они достигают побережья. Одно из последних наиболее сильных извержений произошло в 1986 году. Тогда в теле вулканического конуса образовались два больших разлома (один из них шириной 600 м). Вытекавший из трещины поток лавы шириной 40 м устремился к океанскому побережью, перерезав главную автодорогу, опоясывающую остров. Очень большое количество раскалённой лавы излилось в океан. В результате извержения площадь острова увеличилась на 0,4 км².

## Климат

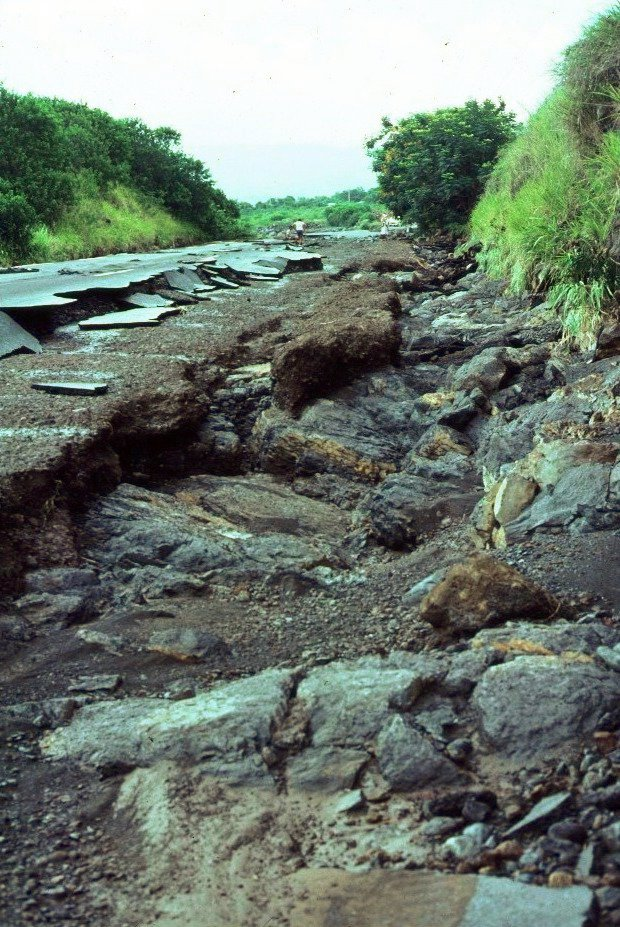
Разрушительные последствия мощного циклона «Гиацинт» в округе Сен-Пьер, 19 января 1980 года

Реюньон отличается климатическим разнообразием. На сравнительно небольшой территории острова можно встретить несколько типов микроклимата: тропический влажный, переходный тропический сухой, умеренно прохладный, средиземноморский. Два основных фактора определяют микроклимат той или иной части острова: направление господствующего ветра и высота над уровнем моря. На севере острова, в зоне господства северо-восточного ветра, климат в целом влажный, а в южных районах, где преобладает ветер юго-западного направления, — более сухой. В прибрежных низменностях влажность и температура воздуха более высокие, а по мере продвижения в горные районы климат становится более прохладным, влажность уменьшается.
На Реюньоне два основных климатических сезона: летний (с ноября по апрель) — влажный, жаркий; зимний (с мая по октябрь) — относительно сухой и прохладный. В рамках каждого сезона наблюдаются значительные колебания температурного режима и уровня влажности. В летние месяцы минимальная температура в прибрежных районах наиболее комфортная и находится в пределах +21—24°, максимальная +28—31°, в районах, расположенных до 500 м над уровнем моря, эти показатели составляют соответственно +15—18° и +25—28°, в районах, лежащих на высоте до 1000 м, +10—14° и +21—24°, а в районах на высоте до 1500 м довольно прохладно — +8—12° и +18—22°.
Сезон циклонов на Реюньоне начинается в середине декабря и заканчивается в середине апреля, но чаще всего они наиболее активны в промежутке от середины января до середины марта. С XVII в. до наших дней зарегистрировано более 200 случаев, когда остров подвергался воздействию мощных циклонов. Их интенсивность неодинакова: обычно сила ураганного ветра колеблется в пределах 100—175 км в час, но были зафиксированы случаи, когда скорость ветра достигала 200 км в час и даже превышала этот показатель. Циклоны сопровождаются сильнейшими ливнями. Часто ущерб от сильных тропических ливней более серьёзен, чем от ураганного ветра.
Циклоны наносят урон не только природе острова, но и хозяйству, населению. Исключительно тяжёлыми были последствия циклона под названием «Бежиза», который прошёл очень близко от Реюньона в январе 2014. Острову был причинён значительный материальный ущерб, зафиксирован один смертельный случай, 17 человек получили ранения. Отмечались десятки тысяч отключений электроэнергии, ураганный ветер вырывал с корнями деревья и сносил крыши. Количество выпавших осадков за одни сутки в районе мыса Гале и городка Сент-Мари достигло порядка 1600 мм и 1700 мм соответственно, что на 700 мм превысило месячную норму для обоих мест метеонаблюдений. Скорость ветра на вулкане Фурнез достигала 178 км/ч, шквальный ветер оказался более жёстким, чем во время циклонов «Думиль» (2013) или «Гамеде» (2007), хотя и не достиг уровня интенсивности циклона «Дина» (2002). «Бежиза» нанесла серьёзный ущерб сельскому хозяйству острова, в основном производству ванили и сахарного тростника, на общую сумму 63 млн евро (или 85,2 млн долл.).
Согласно данным Метео-Франс, циклон «Бежиза» не попал в список самых интенсивных циклонов, которые свирепствовали на острове, тем не менее, префект департамента, Жан-Люк Маркс, заявил, что «это был самый мощный удар стихии за последние 20 лет». Для сравнения: потери от циклона «Фиринга», пронёсшегося над Реюньоном в январе 1989 года, составили около 1 млрд франков. Тогда погибло почти 40 % урожая сахарного тростника, пострадали системы электропередачи, водоснабжения, было выведено из строя оборудование многих предприятий. Три человека погибли, четверо пропали без вести, несколько десятков людей получили ранения, свыше 600 жителей остались без крова.
Период с мая по октябрь можно назвать «зимним» чисто условно, так как средняя температура воздуха ниже летних показателей всего на 3—4°. На побережье минимальная температура колеблется в пределах +18—20°, максимальная +26—28°, на высоте от 500 до 1000 м достигает соответственно +12—15° и +22—25°, на высоте от 1000 до 1500 м +6—10° и +18—21°, а на высоте более 1500 м +4—8° и +15—18°. Температура на острове не опускается ниже нулевой отметки. Отмечаются только редкие единичные случаи (например, в районе метеорологической станции Плен-де-Кафр, расположенной на высоте более 1,5 км), когда в ночное время при сильном ветре температура достигает отметки 0 °C или чуть ниже.
Как правило, на количество атмосферных осадков, выпадающих в разных районах, влияют три основных фактора: характер рельефа, высота над уровнем моря и преобладающее направление ветра. Приблизительно на 2/3 территории Реюньона уровень среднегодового количества осадков — 2000 мм и более. Наиболее влажными являются районы восточного побережья (в среднем 2000—3000 мм осадков в год). На общем фоне выделяются два района, где среднегодовой уровень осадков в 3—4 раза выше, чем в целом по острову. Район Сент-Роз получает в среднем 5000 мм в год, а расположенный севернее район Сен-Бенуа — даже 9000 мм (своего рода полюс дождей, в 1952 году здесь был зарегистрирован рекордный уровень выпавших осадков — 14 785 мм). На подветренных склонах гор в западной части острова выпадает наименьшее количество осадков — в среднем 700—1000 мм: в районе Ле-Пор на северо-западной оконечности лишь около 720 мм, а в районе Сен-Луи на юго-западе — не более 665 мм в год.

## Почвы
Процессы почвообразования на Реюньоне также непосредственно связаны с вулканической деятельностью. Базальтовые породы, образовавшиеся вследствие извержений вулканов, подвергаясь эрозии и каолинизации, постепенно превращались в глины. Дальнейшие процессы окисления каолинитов в глине привели к образованию латеритных почв, содержащих большое количество соединений железа и поэтому имеющих характерный кирпично-красный оттенок. Плодородие земли в различных частях острова определяется в первую очередь сроком давности этих извержений. Так, к наиболее древним относятся почвы в горных областях От-де-Сен-Жиль, Сен-Дени, Брюль, где почвы подвергались длительному окислению и в целом стали каменистыми и малоплодородными. В районах же более поздней вулканической деятельности (Сен-Жозеф, Сен-Бенуа, Сент-Роз, От-де-Сен-Луи) земля более продуктивна. Особенно плодородны аллювиальные почвы в равнинных районах, узкой полосой опоясывающие остров практически по всей линии морского побережья, хотя там требуется дополнительное орошение. Серым пятном на почвенной карте Реюньона выделяется район вокруг действующего вулкана Фурнез. Почвенный покров там не может сформироваться, поскольку новые потоки лавы систематически перекрывают прежние слои, препятствуя процессу почвообразования.
В целом лишь около половины земельной площади острова пригодно для сельского хозяйства. Сильнейшие ливни, обрушивающиеся на остров во время циклонов, смывают в океан тысячи тонн плодородной земли. По оценке национальных служб, ежегодно с каждого гектара сельхозугодий утрачивается слой приблизительно в 1 мм. Особенности рельефа и климата также способствуют эрозии почвы: с крутых склонов гор во время ураганных ветров и ливней срываются огромные оползни. Хозяйственная деятельность человека — распашка земли и, особенно, вырубка лесов — также пагубно влияют на целостность почвенного покрова. С целью сохранения и для предотвращения дальнейшего разрушения плодородного слоя на крутых склонах устраиваются террасы, завалы из камней, высаживаются бамбук и другие древесные породы, корневая система которых способна скреплять хрупкий почвенный слой острова.

## Гидрография

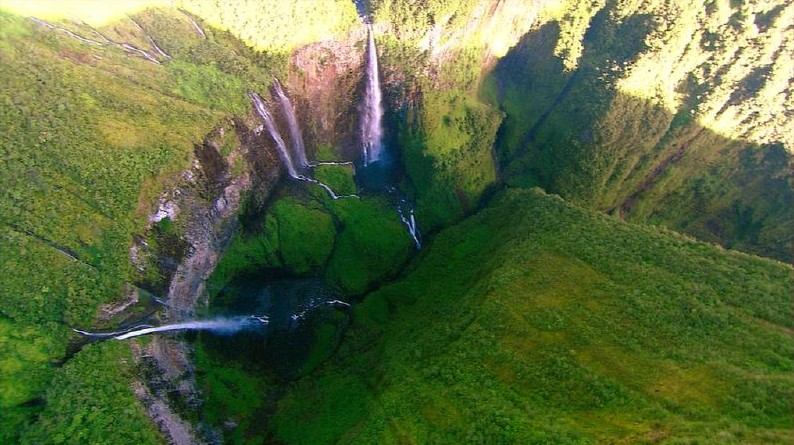
Небольшая река Бра-де-Каверн с притоками, текущая через каньон Тру-де-Фер

Реюньон покрыт густой сетью небольших рек. Истоки всех рек Реюньона находятся во внутренних горных районах, а впадают практически все они в океан. Реки отличаются резкими колебаниями уровня воды в зависимости от сезонных атмосферных осадков. Русла многих рек перекрыты многочисленными порогами и водопадами.
На севере Реюньона протекает несколько небольших рек, в том числе Сен-Дени, в устье которой находится «столица» острова — Сен-Дени. Самой крупной рекой на северо-западе является Гале. Несколько южнее и почти параллельно Гале протекает река Берника, в месте её впадения в океан расположился второй по величине город Реюньона — Сен-Поль. Наиболее крупная река северо-восточного бассейна — Мат, истоки которой находятся близ потухшего вулкана Питон-де-Неж, а несколько севернее её устья лежит пятый по величине город Сен-Андре.
На юге Реюньона наиболее крупной водной артерией считается река Сен-Этьен. Она берёт начало также у подножия Питон-де-Неж, течёт в строго южном направлении и впадает в океан в том месте, где находится город Сен-Луи. Ещё одна относительно крупная река в этой части острова — Рампар; в её устье находится город Сен-Жозеф. Близ города Сен-Жозеф впадает в океан ещё одна небольшая река этого региона — Ланжевен.
На востоке острова есть несколько значительных рек, среди них — Ист, истоки которой находятся в районе вулкана Фурнез. Она течёт в северо-восточном направлении, а недалеко от места впадения реки в океан расположен город Сент-Роз. На Алэне, притоке реки Ист, находится один из самых больших водопадов Реюньона — Такамака. В этом же направлении течёт река Марсуэн, берущая начало у подножия реюньонского исполина Питон-де-Неж и впадающая в океан в районе города Сен-Бенуа.

## Флора

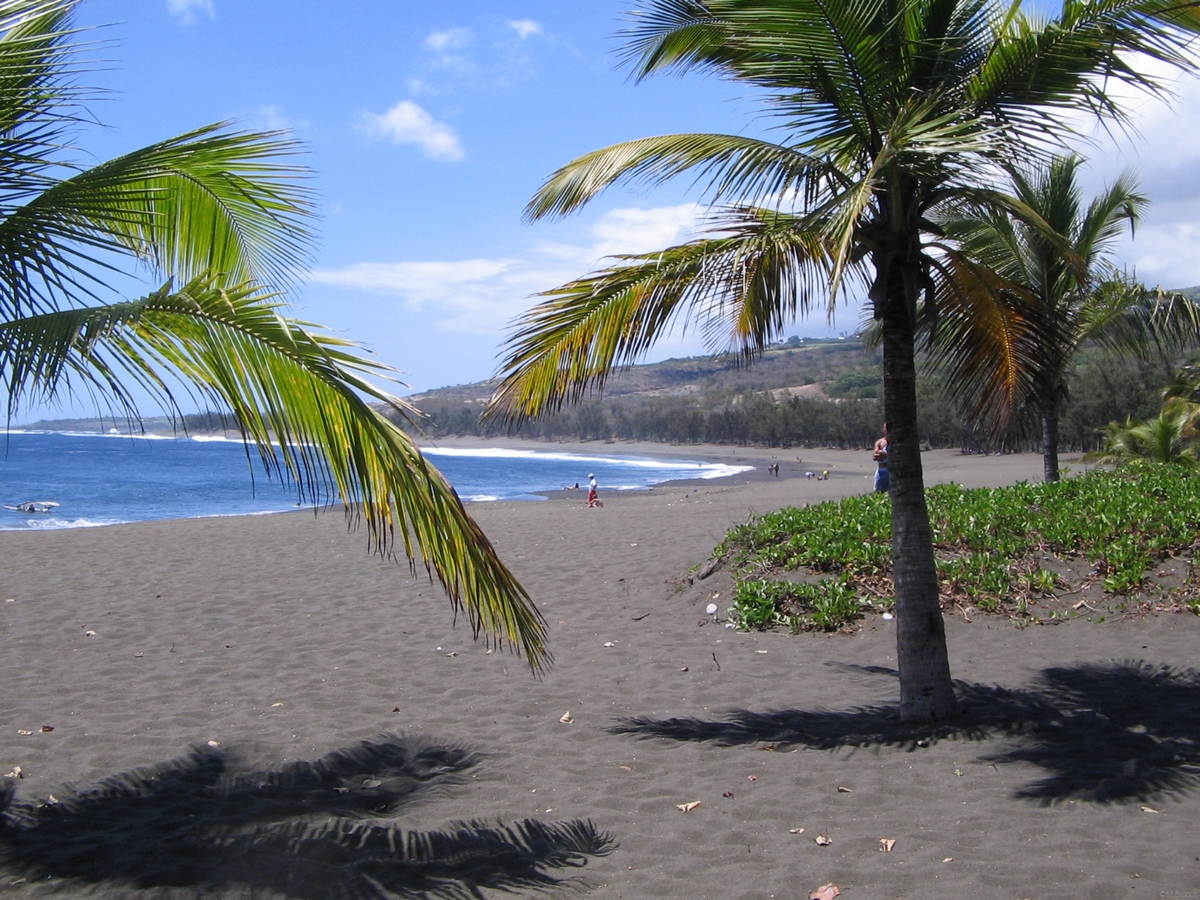
L’etang Sale Beach — чёрный песчаный пляж из вулканического базальта

Мадагаскарская подобласть флористической палеонтропической области (царства) распространяется не только на сам Мадагаскар, но и на все близлежащие острова юго-западной части Индийского океана. Реюньон — не исключение.
Когда-то территория острова была покрыта обширными девственными лесными массивами. Лес не только играл важную роль в регулировании атмосферных осадков, но и создавал на удивление гармоничный ландшафт острова и предохранял от вымывания почвы на склонах гор. Появление первых поселенцев сопровождалось несколькими десятилетиями бесконтрольной вырубки леса для заготовки топлива и для постройки жилищ. Высвобождались земли от леса также под сельскохозяйственные угодья и городское строительство, что привело к сокращению лесных площадей, а в некоторых районах — к полному исчезновению леса. По очень приблизительным данным, сейчас площадь, покрытая лесом, включая искусственные насаждения составляет лишь около 100 тысяч га. Это означает, что на каждого реюньонца приходится в среднем по 0,15 га леса.
Более богатой и разнообразной растительностью отличается восточное побережье острова, особенно северо-восток, так как там целенаправленно занимались лесоразведением на протяжении нескольких десятилетий. Для этого использовались саженцы деревьев различных пород, большинство из которых были завезены из других тропических районов, в частности с острова Мадагаскар. Здесь распространены кокосовые пальмы, личи, хлебное дерево, манго, другие плодовые деревья, а также эвкалипт и казуарина. Тяжёлая, плотная древесина казуарины часто используется в качестве строительного и поделочного материала. Из эндемичных видов сохранились немногие, например, тамаринд (или индийский финик). Это декоративное дерево хвойной породы достигает высоты 25 м, а его плоды используются в пищевой, фармацевтической промышленности, в ветеринарии. Среди других ценных местных пород деревьев можно также выделить бензойное дерево, из которого получают ароматическую смолу, и ряд других.
Среди множества разнообразных декоративных кустарников выделяются бугенвиллея с белыми, жёлтыми, розовыми и пурпурными цветами, огнецвет с пышными ярко-красными соцветиями, гортензия с богатой цветовой гаммой.
Реюньон известен во всём мире своими орхидеями. На острове растёт большое число видов орхидей, 49 из них — эндемики. Культивируют около 100 видов, в том числе виды рода Ванда с кистевидными соцветиями, виды рода Онцидиум (которые называют «золотым дождём», поскольку у них в соцветиях бывает до ста цветков), виды рода Ангрекум (в том числе «Дикая орхидея Бурбона»). Некоторые виды орхидей, кроме декоративных целей, используются и как лекарственные растения, например, некоторые виды рода Ятрышник. Орхидеи на острове продаются в качестве сувениров. Реюньонские орхидеи пользуются спросом на мировом рынке, поэтому их производство является одной из доходных статей экспорта. Орхидеи доставляют авиатранспортом во многие уголки мира в тщательно упакованном виде.
На высотном поясе до 1200 м ещё сохранились участки реликтового леса, где заросли всевозможных папоротников и причудливо переплетённых лиан создают труднопроходимые джунгли. Породы деревьев, произрастающих в этом поясе, менее разнообразны, чем на побережье. Однако эти леса отличаются большим видовым разнообразием пальм. В частности, равенала (или веерная пальма), не только красива, но и очень полезна, так как влага, содержащаяся в черенках листьев, прекрасно утоляет жажду (отсюда её ещё называют «деревом путешественников»).
На высоте свыше 1200 м над уровнем моря начинается своего рода бамбуковая зона, выше которой растительный покров образуют в основном неприхотливые низкорослые деревья и кустарники. На высоте 2000 м растительность совсем скудная, а ещё выше на каменистой почве уже ничего не растёт кроме лишайников и мхов.
Проблема сохранения леса на Реюньоне является одной из главных задач. Помимо двух основных факторов, активно влияющих на сокращение лесного массива острова: хозяйственной деятельности человека и природных стихийных бедствий, не меньшую опасность представляет третий фактор — лесные пожары. Так, только за два года 1987 и 1988, огонь уничтожил 10,3 и 5 тыс. га лесного покрова соответственно. Специальная программа по сохранению местных видов растительности и внедрения новых, для разведения которых климатические условия острова благоприятны, была разработана ещё в 1950-х годах. В основе программы — создание резерватов с соответствующим статусом. С 1957 года и по настоящее время было создано семь таких резерватов. Наиболее крупные из них: «От-де-Сен-Филипп» (4073 га, основан в 1987), «Ле-Мазрен» (1869 га, 1984) и «Реюньон» (105447 га, 2007). На ближайшие годы запланировано также создание новых резерватов.
Природный ландшафт острова уже невозможно представить без обширных плантаций сахарного тростника, герани, ванили, других экзотических культур, а также без фруктовых садов и делянок с овощными культурами, расположенных в основном на побережье и нижних склонах гор.

## Фауна

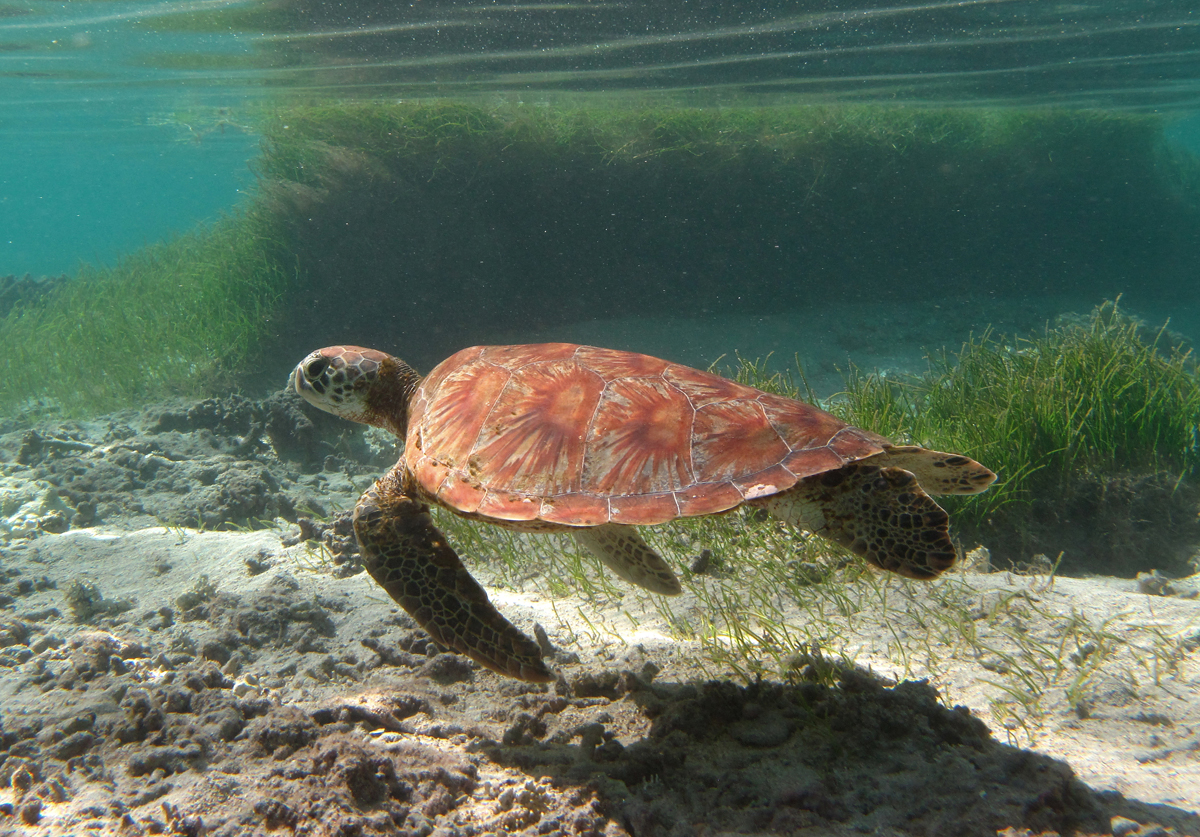
Зелёная морская черепаха в одной из лагун Реюньона

Реюньон, как и другие Маскаренские острова, по современной фаунистической классификации относится к мадагаскарской зоогеографической области. Сюда же входят Мадагаскар, Сейшельские, Коморские острова и острова Альдабра.
Животный мир острова довольно беден, за исключением пернатых и морских обитателей. Эндемичная фауна истреблена и в настоящее время практически отсутствует. В лесных районах ещё встречаются, но очень редко, дикие козы, кабаны. Более распространены ежи, грызуны, некоторые другие мелкие животные. Среди пресмыкающихся можно встретить ящериц-хамелеонов и неядовитых змей. Описания первых посетителей острова — английских и голландских моряков — свидетельствуют, что до заселения острова здесь в большом количестве водились гигантские морские черепахи. Сейчас они практически исчезли. До сих пор попадаются только чешуйчатые черепахи. Во влажных северо-западных районах очень много видов насекомых.
Очень разнообразен мир пернатых. Он представлен большими популяциями чаек, голубей, попугаев, клестов, фазановых, дроздовых и др. Можно встретить и такие экзотические виды, как птица кардинал, меняющая цвет своего оперения с красного в летний сезон на серый в зимний. Не менее оригинальны и фаэтоны, получившие столь образное название из-за длинного ступенчатого хвостового оперения.
На острове, обычно в сентябре—октябре, гнездятся многие виды хорошо известных жителям северного полушария перелётных птиц — кулики, крачки, буревестники, скворцы, перепела и др.
Богатая ихтиофауна Реюньона объясняется расположением острова в зоне тёплых вод Индийского океана. В прибрежной полосе водятся тресковые, окунеобразные (губан, барабулька), кефалеобразные, змеевидные (угорь) и другие виды рыб. В этой зоне распространены также рыбы семейства пестряковых, или сигановых, имеющие сжатое с боков овальное туловище, и рыбы семейства пикороговых, на плавниках которых выступают острые шипы. Очень необычны попугай-рыбы, получившие такое название по форме головы, напоминающей клюв. Эти рыбы выделяются широким спектром цветовой окраски — от оранжевой до голубоватой.
Видовой состав ихтиофауны в океанических водах, окружающих остров, представлен также многими видами рыб, имеющими промысловое значение: тунцовыми, горбылевыми, ставридовыми, карасёвыми и др. В глубоководье встречаются марлины — очень крупные рыбы, длина взрослой особи этого вида нередко достигает 5 м. Разнообразные виды моллюсков также являются неотъемлемой частью ихтиофауны Реюньона.

## Реюньон в искусстве
В 1969 году на экраны вышел фильм Франсуа Трюффо «Сирена с Миссисипи», действие которого происходит на острове. Главные роли исполнили Жан-Поль Бельмондо и Катрин Денёв. По сюжету, герой Бельмондо — владелец семейной табачной фабрики, постоянно проживающий на Реюньоне, к которому приезжает возлюбленная по переписке.